# Hipólito Fernández Serrano
Hipólito Fernández Serrano, detto Poli (Siviglia, 20 marzo 1977), è un ex calciatore spagnolo, di ruolo difensore.

## Caratteristiche tecniche
Giocava come terzino sinistro.

## Carriera
Esordì tra i professionisti nella stagione 1996-1997, in Segunda División B, con il Real Betis B, allenato da José Ramón Esnaola. A fine anno passò all'Extremadura, in Segunda División.
Nella stagione 1997-1998 ottiene la promozione in Primera División con l'Extremadura, allenato da Rafa Benítez. Per la squadra di Almendralejo fu la prima promozione in massima serie della sua storia. 
Poli esordì nella Liga il 30 agosto 1998, alla prima giornata di campionato, contro il Real Valladolid (0-0). A fine anno, la squadra retrocesse in seguito ai playoff.
Il difensore di Siviglia continuò a giocare con l'Extremadura per altre tre stagioni, fino al 2002, quando la squadra retrocesse in Segunda División B.
Fu acquistato dal RCD Maiorca, squadra della Primera División. Nella sua prima stagione sulle Isole Baleari, Poli vinse la Copa del Rey, allenato da Gregorio Manzano, essendo uno dei titolari della squadra.
Nella stagione successiva, in virtù della vittoria in coppa, il Maiorca partecipò alla Coppa UEFA. Poli esordì nelle competizioni internazionali il 24 settembre 2003, in trasferta contro i ciprioti dell'APOEL, dove il Maiorca vinse per 2-1 contro il Recreativo Huelva.
Nel 2005 lasciò il Maiorca e si trasferì al Deportivo Alavés. Firmò un contratto biennale, con opzione di rinnovo per una terza stagione. Giocò solo 9 partite con i baschi, i quali a fine anno retrocessero in Segunda División.
Poli, svincolatosi dall'Alavés, restò in massima serie, trasferendosi al Recreativo Huelva.
Nel 2009, dopo tre stagion in Liga, gli andalusi retrocessero in Segunda División. Poli restò al Recreativo anche nella serie cadetta.
Il 2 maggio 2010, si infortunò a un ginocchio in una partita contro l'UD Salamanca. Questo infortunio lo costrinse lontano a lungo dai campi..
Il 23 luglio, nonostante l'infortunio, il Recreativo prolungò il contratto di Poli, in scadenza, per un'ulteriore stagione. Tuttavia, a causa dei suoi problemi fisici giocò solo due partite nella stagione 2010-2011, prima di ritirarsi.

## Palmarès
- Coppa di Spagna: 1

Maiorca: 2002-2003